# Else Krüger
Else Krüger, verheiratete Else James (* 9. Februar 1915 in Hamburg-Altona; † 24. Januar 2005 in Deutschland) war eine deutsche Sekretärin. Sie war von Ende 1942 bis Mai 1945 die Sekretärin von Martin Bormann und angeblich seine Geliebte.

## Leben
Während der Schlacht um Berlin am Ende des Zweiten Weltkrieges war sie im Führerbunker. Krüger war dort mit Eva Braun, Gerda Christian, Traudl Junge und Constanze Manziarly zusammen, als Adolf Hitler ihnen mitteilte, dass sie sich auf den Aufbruch zum Berghof vorbereiten sollen. Sie meldete sich freiwillig, bei Hitler zu bleiben. Dieser gab jeder der Frauen eine Zyanidkapsel für den Fall, dass sie sich das Leben nehmen wollten. Am Nachmittag des 30. April 1945 starben Hitler und Braun durch Suizid.
Danach verließ sie am 1. Mai 1945 mit einer Gruppe um Waffen-SS-Brigadeführer Wilhelm Mohnke den Bunker. Am Morgen des 2. Mai wurde die Gruppe von Soldaten der Roten Armee gefangen genommen. Sie versteckten sich gerade im Keller der Schultheiss-Patzenhofer Brauerei in der Prinzenallee.
Nach dem Krieg wurde Krüger von den Briten verhört. Am 28. Mai 1946 sagte sie im Nürnberger Prozess gegen die Hauptkriegsverbrecher aus, Bormann solle „im Mai 1945 gefallen oder von den Russen gefangengenommen worden sein, falls er den Verwundungen, die er im Kampfe um die Reichskanzlei erlitt, nicht erlegen sei“. Ende Juni gab sie eine eidesstattliche Erklärung ab, wonach sie ihren Chef „zum letztenmal am 1. Mai 1945 im Bunker der Reichskanzlei gesehen“ habe. „Bormann habe damals die Absicht geäußert, Berlin zu verlassen. Später habe die Zeugin einen SS-Führer getroffen, der gemeinsam mit Bormann geflüchtet war und angab, daß dieser in der Friedrichstraße ums Leben kam.“
Else Krüger heiratete am 23. Dezember 1947 in Wallasey, Cheshire, Großbritannien, ihren Vernehmer Leslie James (1915–1995) und hieß fortan Else James. Bis zum Tod ihres Mannes lebte sie mit ihm in Wallasey.